# آمنه خاتون
امامزاده آمنه خاتون منتسب به دختر جعفر صادق از امامان شیعه است. بنای آرامگاه وی در دوره صفویه در شهر قزوین ساخته شده‌است. بنا آرامگاه در محله قدیمی پنبه ریسه قرار دارد. ساختار بقعه از داخل ۸ ضلعی و از بیرون گرد است. در زمان قاجار اتاقی به بنا اصلی اضافه شده و بنای ابتدایی مرمت و بازسازی گردیده‌است.